# (33180) 1998 FD17
1998 FD17 (asteroide 33180) é um asteroide da cintura principal. Possui uma excentricidade de 0.07141220 e uma inclinação de 13.21538º.
Este asteroide foi descoberto no dia 20 de março de 1998 por LINEAR em Socorro.